# Soliton (wytwórnia muzyczna)
Soliton – polska wytwórnia muzyczna założona oficjalnie w 2001 roku, z siedzibą w Sopocie przy ul. Mazowieckiej 6/1.

## Historia
Początki Solitonu sięgają znacznie wcześniej, kiedy to działała pod nazwą Futurex Records. Futurex zajmował się wydawaniem i promocją płyt polskich artystów. Po przekształceniu w markę Soliton, wytwórnia konsekwentnie poszerzała katalog o własne wydawnictwa. Firma jest producentem i dystrybutorem płyt CD/DVD, a także członkiem wspierającym ZPAV.

## Współpraca
Wytwórnia współpracuje z wieloma wykonawcami polskiej sceny muzycznej, m.in. Wojciech Młynarski, Leszek Możdżer, Young Igi, Jan Stosur, Cappella Gedanensis, Hanna Banaszak, Big Day, Ha-Dwa-O!, Dr. Hackenbush, The Globetrotters (Bernard Maseli i Kuba Badach), Krzysztof Kolberger, Roman Perucki, Emil Kowalski
, Jarosław Jar Chojnicki, Janusz Mackiewicz, Dominik Bukowski, Dorota Ślęzak, The Transgress, Piotr Lemańczyk, Kancelarya, Dorota Lulka, Jola Tubielewicz.